# Sigitas Tamkevičius
Sigitas Tamkevičius SJ (ur. 7 listopada 1938 w Gudonys) – litewski duchowny rzymskokatolicki, jezuita, jeden z twórców i pierwszy redaktor naczelny wydawanego poza cenzurą biuletynu Kronika Kościoła Katolickiego na Litwie w latach 1972–1983, biskup pomocniczy kowieński w latach 1991–1996, arcybiskup metropolita kowieński w latach 1996–2015, kardynał od 2019.

## Życiorys
Ukończył seminarium duchowne w Kownie, święcenia kapłańskie przyjął 18 kwietnia 1962. W latach 1962–1969 pracował jako wikariusz w zachodniej Litwie. W 1968 wstąpił do zakonu jezuitów. Od 1969 do 1970 nie mógł pracować jako duchowny. Wykonywał prace fizyczne. W 1970 został wikarym w Simnie. W 1972 był jednym z pomysłodawców i pierwszym redaktorem naczelnym "Kroniki Kościoła Katolickiego na Litwie". Od 1975 był proboszczem w Kybartai. W listopadzie 1978 został jednym z założycieli Katolickiego Komitetu Obrony Praw Wierzących. Został aresztowany w 1983 i skazany za swoją działalność na sześć lat łagrów i cztery lata zesłania, przebywał w obozie do maja 1988, następnie skierowany na zesłanie. Zwolniono go w listopadzie 1988. W 1989 został ojcem duchownym seminarium w Kownie, a w 1990 jego rektorem.

## Episkopat
8 maja 1991 został mianowany biskupem pomocniczym archidiecezji kowieńskiej, ze stolicą tytularną Turuda. Sakry biskupiej udzielił mu 19 maja 1991 kardynał Vincentas Sladkevičius.
4 maja 1996 Jan Paweł II mianował go arcybiskupem kowieńskim.
W latach 1999–2002 i ponownie w latach 2005–2014 pełnił funkcję przewodniczącego Konferencji Biskupów Litwy. W latach 2002–2005 był wiceprzewodniczącym Konferencji Biskupów Litwy.
11 czerwca 2015 papież Franciszek przyjął jego rezygnację z urzędu złożoną ze względu na wiek. Jego następcą został mianowany arcybiskup Lionginas Virbalas.
1 września 2019 podczas modlitwy Anioł Pański papież Franciszek ogłosił, że mianował go kardynałem. Na konsystorzu 5 października 2019 został kreowany kardynałem prezbiterem, z tytułem Sant’Angela Merici. Z racji ukończenia 80. roku życia przed kreacją, nie posiada uprawnień elektorskich.